# بيير هادوت
بيير هادوت (21 فبراير 1922 - 24 أبريل 2010) هو فيلسوف ومؤرخ فلسفي فرنسي متخصص في الفلسفة القديمة، على وجه التحديد الأبيقورية والرواقية.

## حياته
في عام 1944، حصل هادوت على ترقية إلى درجة كنائسية إلا أنه ترك الكهنوت بعد نشر البابا بيوس الثاني عشر منشوره البابوي العام الجنس البشري (1950). درس هادوت في جامعة السوربون بين عامي 1946 و1947. في عام 1961، تخرج هادوت من المدرسة التطبيقية للدراسات العليا. في عام 1964، بدأ هادوت العمل كمدير الدراسات في المدرسة التطبيقية للدراسات العليا، إذ شغل في البداية رئاسة قسم الآبائيات اللاتينية، قبل تغيير اسم القسم إلى «لاهوتيات وباطنيات اليونان الهلنستية ونهاية العصور القديمة» في عام 1972. أصبح هادوت أستاذًا في كوليج دو فرانس. في عام 1983، حيث تولى رئاسة قسم تاريخ الفكر الهلنستي والروماني. في عام 1991، أعلن هادوت تقاعده من هذا المنصب ليصبح أستاذًا فخريًا في كوليج دو فرانس؛ أعطى محاضرته الأخيرة في 22 مايو من ذلك العام. اختتم هادوت محاضرته الأخيرة بقوله: «في التحليل الأخير، يمكننا بالكاد التحدث عن الأمور الأكثر أهمية».
على مدى حياته المهنية، نشر هادوت ترجمات وتعليقات حول فرفوريوس الصوري، والقديس أمبروز، وأفلوطين وماركوس أوريليوس.
تزوج هادوت من مؤرخة الفلسفة، إلستراوت هادوت، التي ساعدته في صياغة معرفته بالتمارين الروحانية وتوسيعها. في سنين حياته الأخيرة، شعر هادوت أن الفضل عائد إلى الأبيقورية والرواقية في إنعاش حياته وحياة المجتمع الحديث.

## أعماله الفلسفية
كان هادوت من أوائل المؤلفين الذين أدخلوا فكر لودفيغ فيتغنشتاين إلى فرنسا. اقترح هادوت أن المرء غير قادر على فصل الشكل عن المحتوى في تحقيقات فلسفية لفيتغنشتاين. ادعى فيتغنشتاين أن الفلسفة مرض اللغة، إذ يتطلب العلاج وفقًا لهادوت نوعًا معينًا من أنماط الكتابة الأدبية.
يُشتهر هادوت أيضًا بتحليله لمفهوم الفلسفة خلال العصور اليونانية الرومانية القديمة. عمل هادوت على تحديد «التمارين الروحانية» المستخدمة في الفلسفة القديمة وتحليلها (بما في ذلك تلك المؤثرة على فكر ميشال فوكو في المجلدين الثاني والثالث من كتابه تاريخ الجنسانية). يشير هادوت عند استخدامه «التمارين الروحانية» إلى «الممارسات... التي تهدف إلى إحداث تغيير أو تحويل في الأفراد الذين يمارسونها». تشمل أمثلة التمارين الروحية المثال الذي صاغه ابكتيتوس ومارسه الفلاسفة اقدماء ممن يتبعون الرواقية: «ليست الأشياء ما يزعج الناس، بل أحكامهم التي يطلقونها على هذه الأشياء». كرر الرواقيون هذه الأمثال، وحفظوها في الذاكرة، ما مكنهم من استخدام حكمتها في اللحظات التي ينزعجون فيها من شيء معين. تأتي إحدى الأمثلة الأخرى من ماركوس أوريليوس: «... يمكن لفكري التأثير على كل ما يمثل عقبة أمام فعلي و«قلبه رأسًا على عقب»، محولًا العائق إلى كائن بإمكانه توجيه دافعي للفعل نحوه». يصبح ذلك الذي يعيق الفعل بالتالي مفيدًا لهذا الفعل، ويسمح ذلك الذي يسد الطريق بالتقدم على طول هذا الطريق». استطاعت هذه التمارين وغيرها من التمارين الروحانية تمكين ممارسيها من تحويل حياتهم لتتوافق بشكل أفضل مع الطبيعة وخدمة مجتمعاتهم. يمكن تقديم خطاب معلم الفلسفة بطريقة من شأنها تمكين التلميذ، أو القارئ، أو المستمع أو المحاور من إحراز تقدم روحاني وتحويل نفسه من الداخل». أظهر هادوت أن مفتاح فهم الدافع الفلسفي الأصلي موجود لدى سقراط. يكمن ما يميز العلاج السقراطي في الأهمية المعطاة للتواصل الحي بين البشر قبل كل شيء.
يشير الموضوع المتكرر لدى هادوت إلى أن الفلسفة في العصور القديمة متسمة بسلسلة من التمارين الروحانية الهادفة إلى تحويل الإدراك، وبالتالي الكائن، لدى أولئك الذين يمارسونها؛ وأنه من الأفضل متابعة الفلسفة في محادثة حقيقية بعيدًا عن النصوص المكتوبة والمحاضرات؛ وأن الفلسفة، كما تدرّسها الجامعات اليوم، عبارة في معظمها عن تشويه للدافع العلاجي الأصلي. يجمع هادوت جميع هذه المخاوف معًا في كتابه ما هي الفلسفة القديمة؟، الذي تعرض للعديد من المراجعات النقدية. في عام 1994، نشر هادوت مقالًا بعنوان «يوجد في وقتنا الحالي أساتذة للفلسفة، لكن لا وجود للفلاسفة»، إذ أوضح لنا هادوت في مقاله نجاح الفيلسوف الأمريكي، هنري ديفد ثورو، من خلال كتابه والدن، في تجسيد «الفيلسوف الحقيقي»، ذلك الذي يعيش فلسفته من خلال العيش ببساطة في محيطه الطبيعي.
يناقش كثير مما كتب عنه هادوت في كتبه الأكثر شعبية التحول الشخصي للناس الذين «عاشوا الفلسفة» عوضًا عن أولئك الذين درسوا الفلسفة كمسعى أكاديمي. لم «يكتشف» هادوت ممارسة «التمارين الروحانية» وفوائدها إلا أنه «أعاد اكتشافها» وأدخلها مرة أخرى في المحادثة الفلسفية الحديثة مثلما فعل الفلاسفة السابقون في الماضي، بمن فيهم ايراسموس، ومونتين، وديكارت، وكانط، وإيمرسون، وماركس، ونيتشه، وويليام جيمس، وفيتغنشتاين، وجاسبرز وريكله.